# Spondias
Spondias (deutsch Mombinpflaumen oder „Balsampflaumen“) ist eine Pflanzengattung in der Familie der Sumachgewächse (Anacardiaceae). Die Gattung umfasst 10 Arten, darunter verschiedene Obst liefernde Arten wie die Umbú (Spondias tuberosa).

## Beschreibung

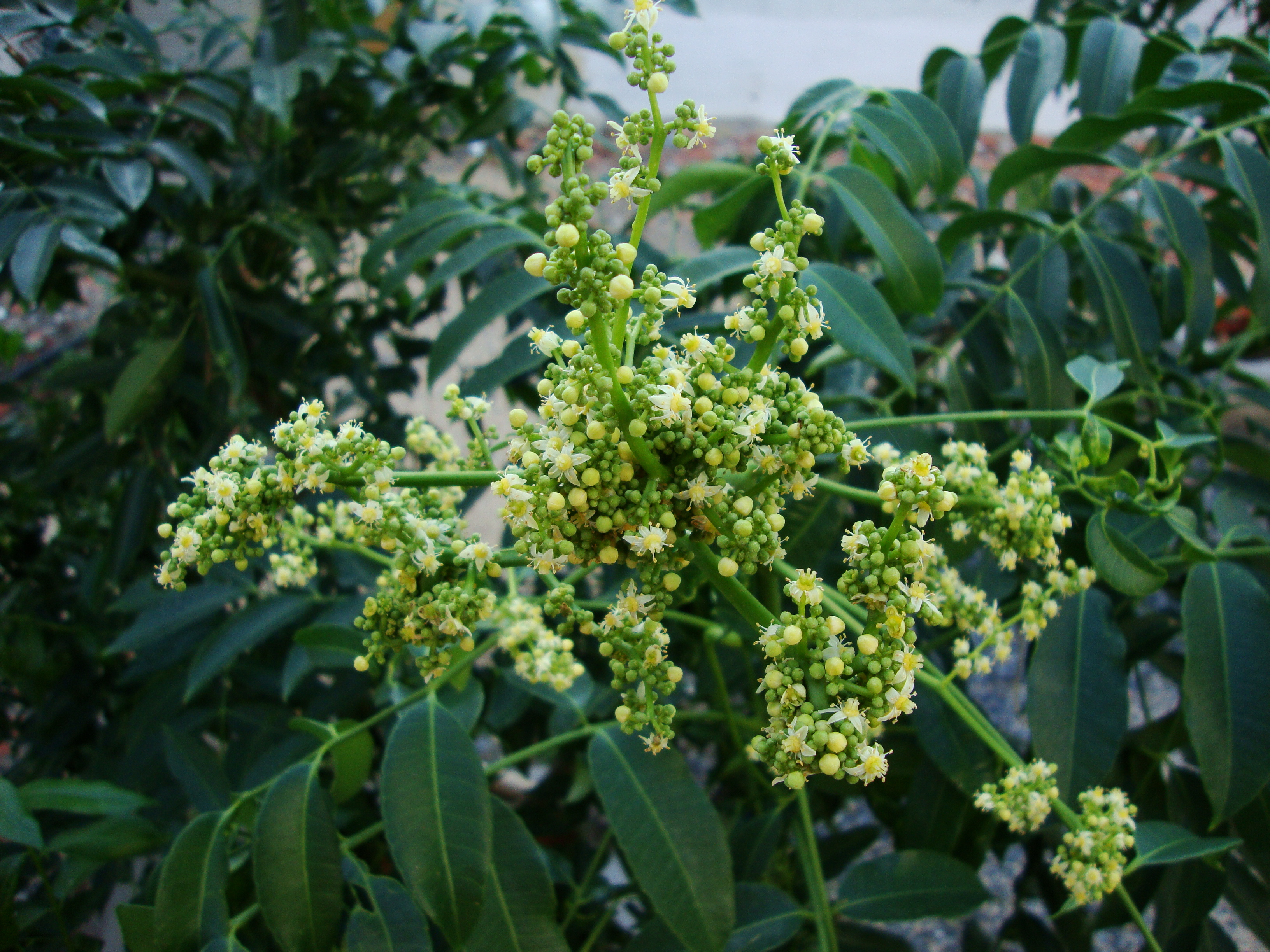
Blütenstand von Spondias dulcis

Spondias-Arten sind sommergrüne bis fast immergrüne Bäume, die bis 25 Meter Wuchshöhe erreichen können. Die wechselständig und spiralig an den Zweigen angeordneten Laubblätter besitzen einen Blattstiel und sind je nach Art unpaarig gefiedert oder einfach. Die Ränder der Blätter oder Blättchen sind gesägt oder glatt.
Es werden end- oder seitenständige, rispige Blütenstände gebildet. Die zwittrigen oder funktional eingeschlechtigen Blüten sind vier- oder fünfzählig. Es sind zwei Kreise mit vier oder fünf gleich lange Staubblättern vorhanden. Es ist ein intrastaminaler Diskus vorhanden. Vier bis fünf Fruchtblätter sind zu einem Fruchtknoten verwachsen, mit nur einer Samenanlage je Fruchtknotenfach. Es ist ein Stempel mit vier bis fünf freien Griffeln vorhanden.
Die essbaren einsamigen Steinfrüchte ähneln einer kleinen Mango. Das Mesokarp ist saftig, das Endokarp ist holzig oder hart und von einer faserigen Matrix bedeckt. Der verlängerte Embryo ist gerade bis leicht gebogen.

## Systematik
Die Gattung Spondias gehört zur Unterfamilie Spondioideae innerhalb der Familie Sumachgewächse (Anacardiaceae). Der Gattungsname Spondias wurde 1753 von Carl von Linné in Species Plantarum 1, S. 371 erstveröffentlicht. Typusart ist Spondias mombin L.
Hier eine Auflistung der Arten:
- Spondias acida Blume: Aus Malaysia
- Spondias admirabilis J.D.Mitch. & Daly: Aus Brasilien
- Spondias bahiensis P.Carvalho, Van den Berg & M.Machado: Aus Brasilien
- Goldpflaume oder Goldene Balsampflaume (Spondias dulcis Sol. ex Parkinson; Syn.: Spondias cytherea Sonn.)
- Spondias expeditionaria J.D.Mitch. & Daly: Aus Brasilien
- Spondias globosa J.D.Mitch. & Daly: Aus Brasilien und Venezuela
- Spondias haplophylla Airy Shaw & Foreman: Sie wurde aus Yunnan und Myanmar beschrieben.[1]
- Spondias indica (Wight & Arn.) Airy Shaw & Forman (Syn.: Solenocarpus indicus Wight & Arn.): Sie kommt in den indischen Bundesstaaten Kerala und Tamil Nadu vor.[2]
- Gelbe Mombinpflaume (Spondias mombin L.; Syn.: Spondias lutea L.): Sie kommt von Mexiko bis Paraguay vor.[2]
- Spondias novoguineensis Kosterm.: Aus Malaysia
- Gelbe Balsampflaume (Spondias pinnata (J. Koenig ex L. f.) Kurz; Syn.: Mangifera pinnata J. Koenig ex L. f., Spondias mangifera Willd.): Sie kommt im indischen Subkontinent, in China, Malesien, Indochina und auf den Salomonen vor.[2]
- Rote Mombinpflaume (Spondias purpurea L.; Syn.: Spondias cirouella Tussac): Sie kommt von Mexiko bis Ecuador vor.[2]
- Spondias radlkoferi Donn.Sm. (Syn.: Spondias nigrescens Pittier): Sie kommt von Mexiko bis Peru und Venezuela vor.[2]
- Spondias tefyi J.D.Mitch., Daly & Randrian.: Aus Madagaskar
- Spondias testudinis J.D.Mitch. & Daly: Aus Brasilien
- Umbu (Spondias tuberosa Arruda): Sie kommt in Brasilien vor.[2]
- Spondias venulosa (Engl.) Mart. ex Engl. (Syn.: Spondias purpurea var. venulosa Engl.): Sie kommt im östlichen Kolumbien, im östlichen Ecuador, in Bolivien, Peru und Brasilien vor.[2]
- Spondias xerophila Kosterm.: Aus Sri Lanka

Folgende ehemals in dieser Gattung geführte Arten werden heute anderen Gattungen zugeordnet:
- Spondias axillaris Roxb.: Ist jetzt Choerospondias axillaris (Roxb.) B. L. Burtt & A. W. Hill
- Spondias birrea A. Rich.: Ist jetzt Sclerocarya birrea (A. Rich.) Hochst.
- Spondias pleiogyna F. Muell.: Ist jetzt Pleiogynium timoriense (DC.) Leenh.
- Spondias solandri Benth.: Ist jetzt Pleiogynium timoriense (DC.) Leenh.

## Sonstiges
- Eine Illustration von Spondias purpurea von Maria Sibylla Merian wurde 2006 als Cover des Blumfeld-Albums „Verbotene Früchte“ verwendet.

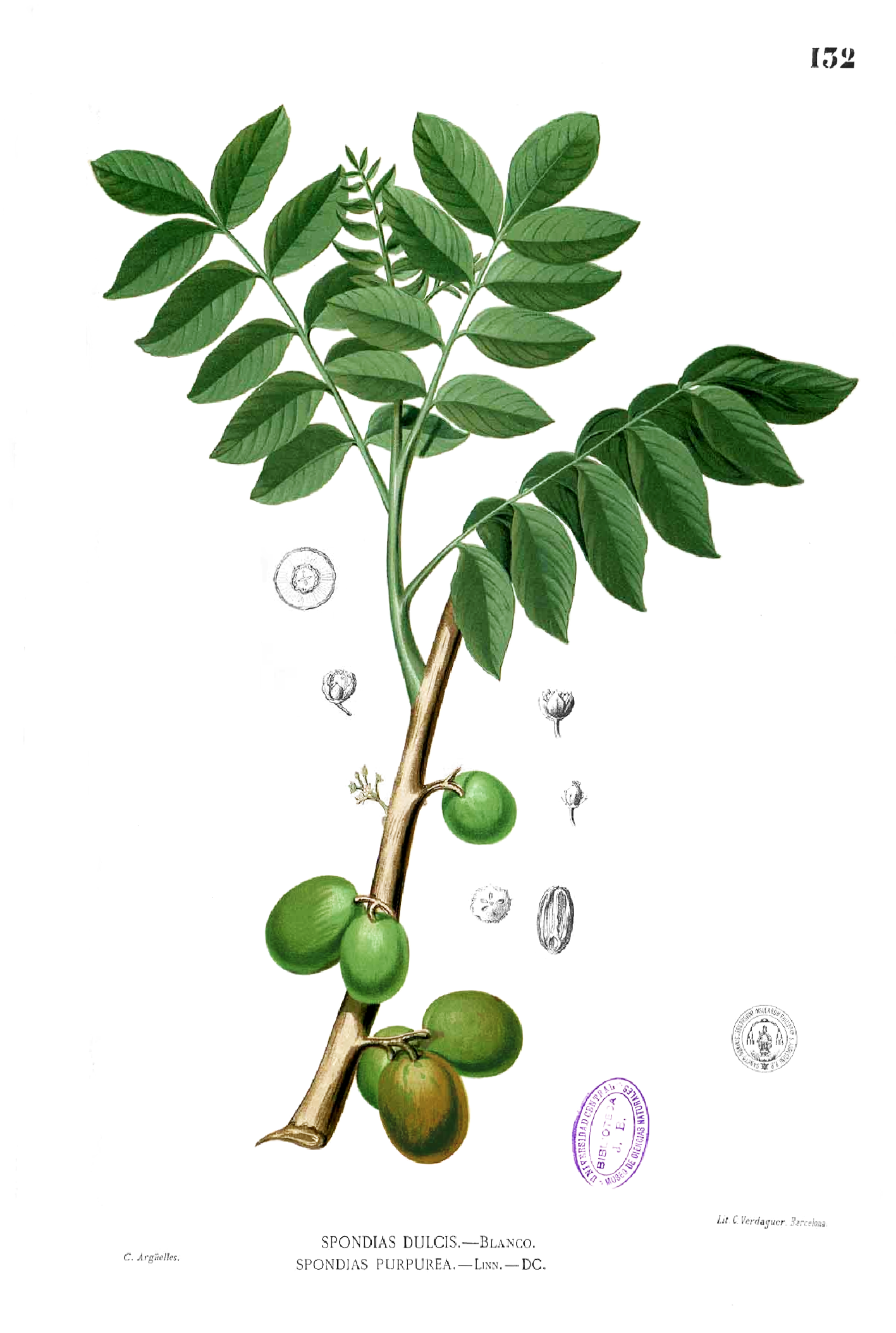
Spondias dulcis, Illustration von Blanco
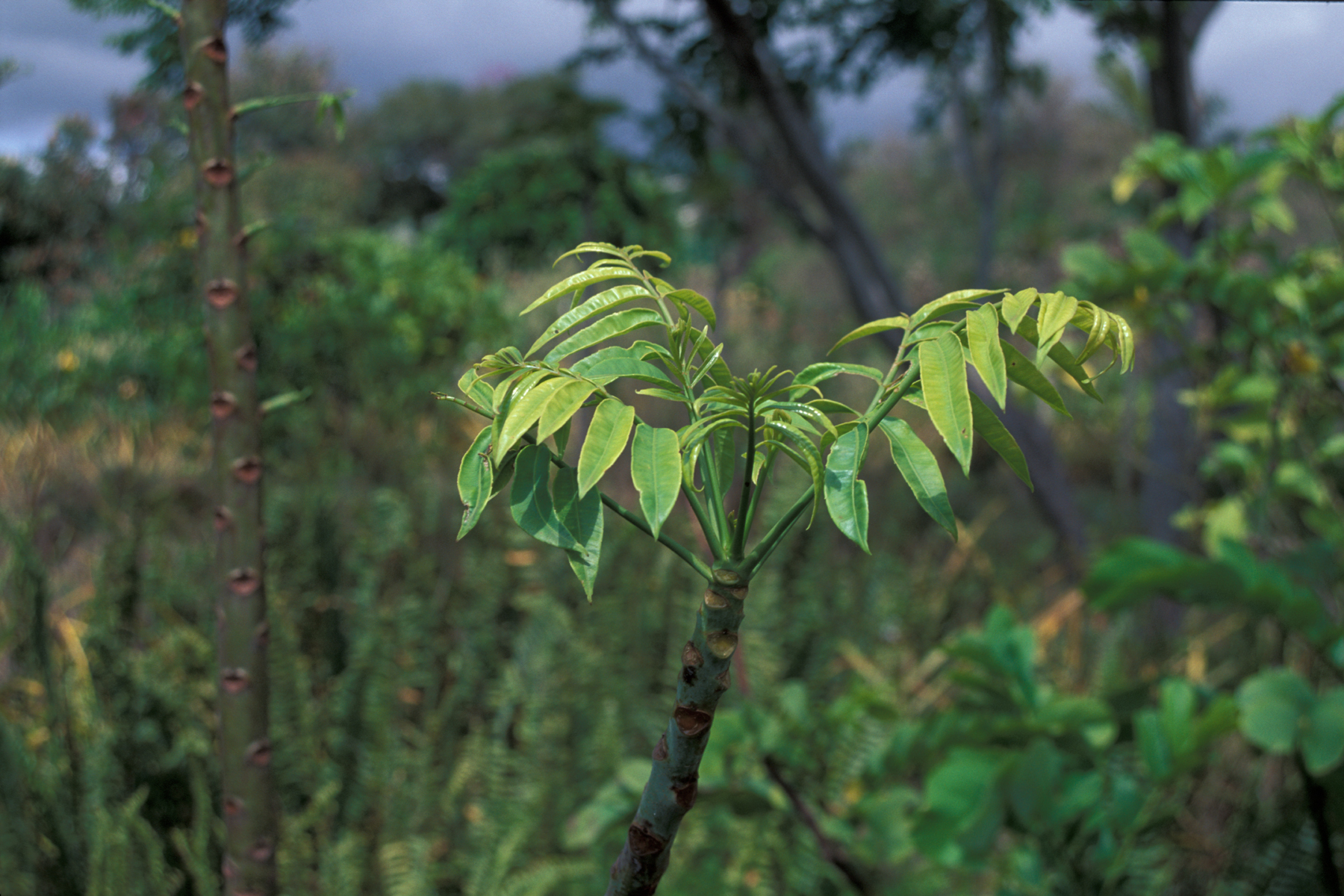
Spondias dulcis auf Hawaii
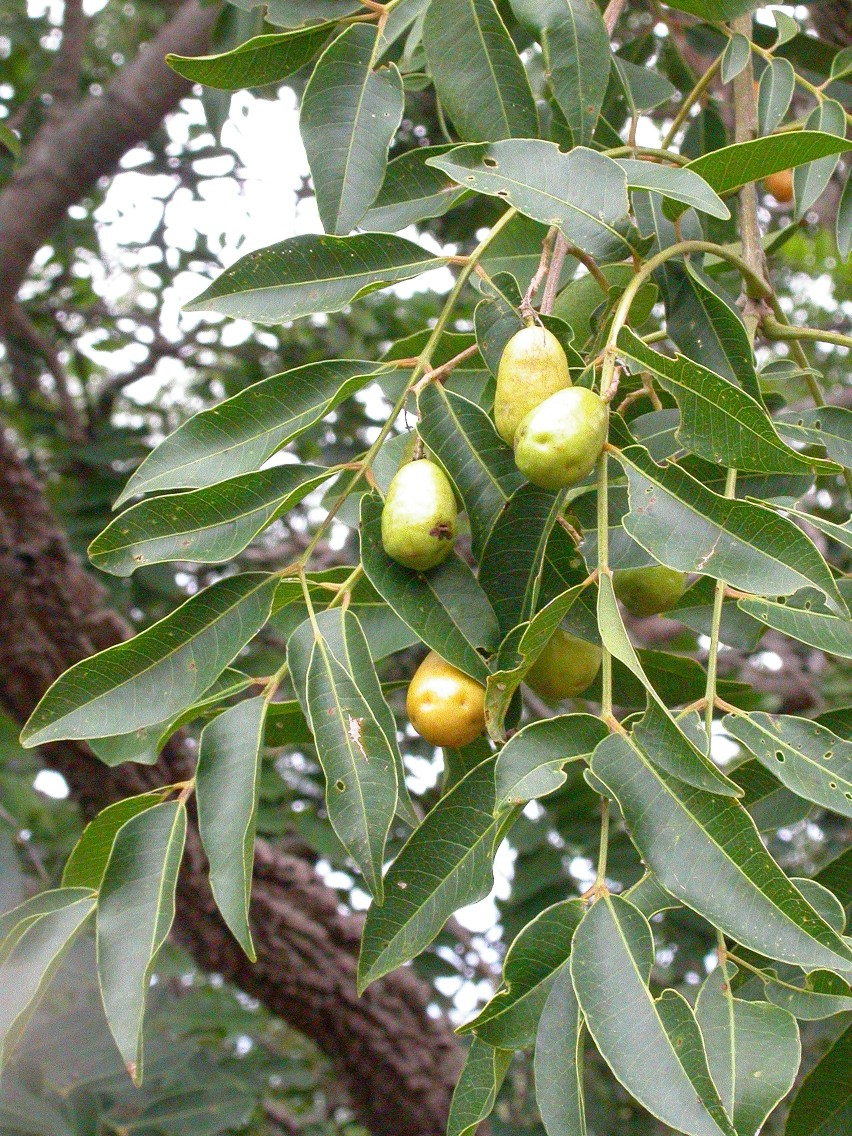
Spondias mombin, fruchtender Ast
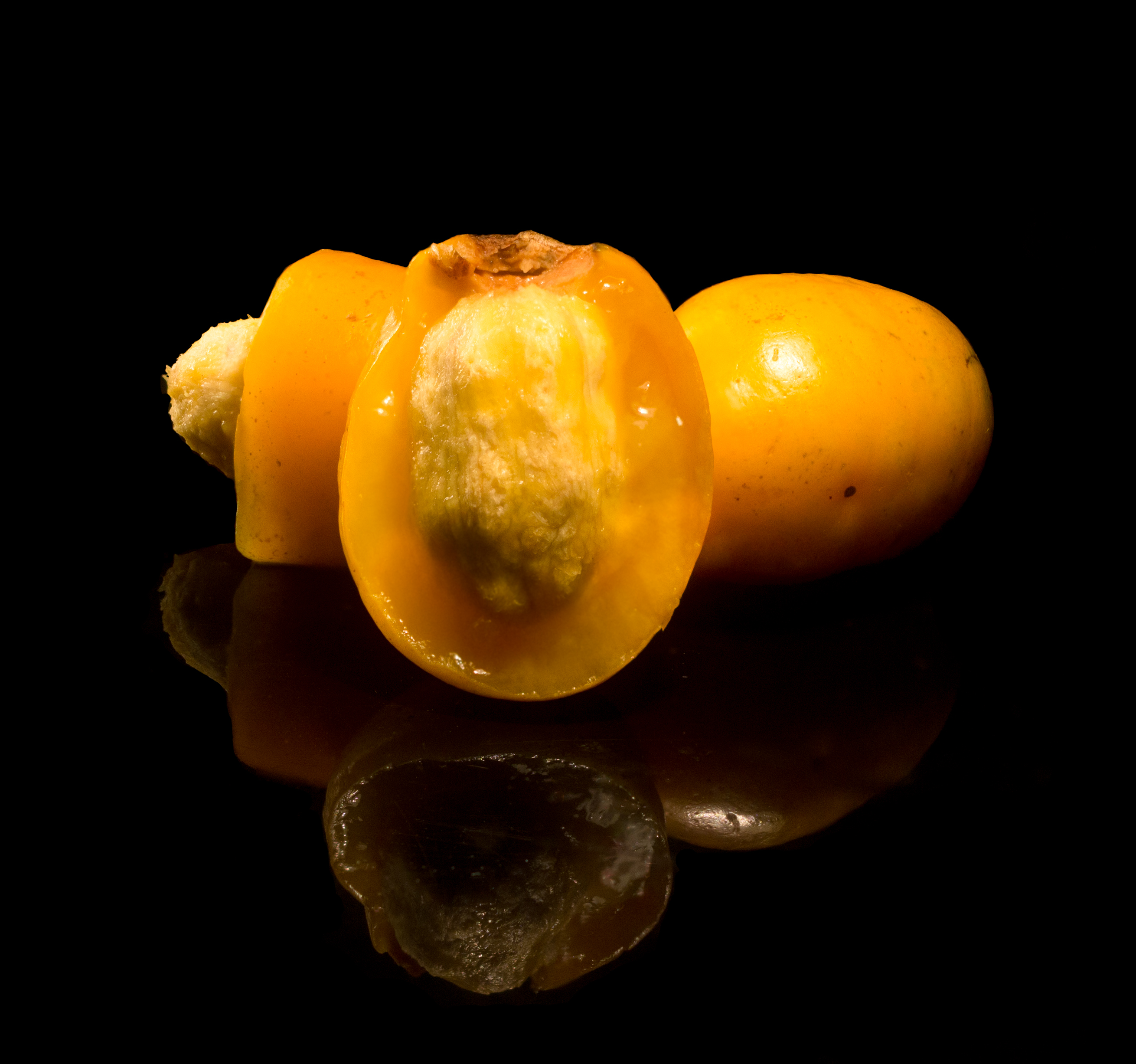
Spondias purpurea, Früchte